# Iryna Merleni
Irina Oleksiïvna Merleni (en ukrainien : Ірина Олексіївна Мерлені), née Melnik, est une lutteuse ukrainienne née le 8 février 1982 à Kamianets-Podilskyï.
Elle a remporté l'or aux Jeux olympiques d'été de 2004, devenant la première championne olympique de lutte, trois titres de championne du monde et un titre de championne d'Europe.